# Profezie e realtà del nostro secolo. Testi e documenti per la storia di domani
Profezie e realtà del nostro secolo è un'antologia critica edita da Franco Fortini e pubblicata dall'editore Laterza nel 1965.
L'antologia di Fortini «Profezie e realtà del nostro secolo», che porta come sottotitolo Testi e documenti per la storia di domani, si differenzia dalle solite antologie non soltanto per la diversa materia ma per un'ambizione ideologica esplicita. Nell'opera Fortini ci dà, lasciando la parola ai sociologi, filosofi, giornalisti, politici, economisti con i quali discorre fittamente, una specie di calendario ideale dell'avvenire, brandelli di manifesto di una sinistra mondiale ancorché eterogenea e multiforme pur tutta pervasa di impazienze e di speranze, di negazioni e di promesse.
I testi che comprendono brani di libro, saggi, discorsi, testimonianze, inchieste, hanno per autori alcuni dei nomi più familiari, e sono spesso tratti dalle letture più stimolanti, che alimentano appunto il dibattito della sinistra.
L'antologia riassume i termini del conflitto ideologico negli anni dell'apogeo neocapitalistico ed è articolata in tre sezioni.
La prima sezione ha come titolo « La condizione sociologica»  e riporta 13 testi di autori ai quali Fortini premette una introduzione. Troviamo quindi in ordine:
- Ernest Mandel, L'apogeo del capitalismo
- C. Kerr, J.T. Dunlop, F.H. Harbison, G.Myers, Forme dell'industrialismo
- Oskar Lange, La pianificazione
- Nino Andreatta, Pluralismo sociale, programma e libertà
- Stephen Rousseas, Integrazione dei negri ed economia
- James Boggs, Un operaio americano
- Pierre Jalée, Come si depreda il Terzo Mondo
- Sergio De Santis, Problemi economici del Sudamerica
- Charles Betelheim, Conclusioni sull'economia indiana
- Joan Robinson, Le Comuni in Cina
- Jean Myrdal, Voci di contadini cinesi
- Kwame Nkrumah, L'unità africana
- Nelson Mandela, Davanti al Tribunale.

La seconda sezione intitolata «Ideologia e rivoluzione» contiene 12 testi:
- Jean Meynaud, L'ideologia del declino ideologico
- Jean-Paul Sartre, Questioni di metodo
- Jean Fourastié, La condizione umana in transizione
- Serge Mallet, La nuova classe operaia e il socialismo
- Giovanni Cesareo, La donna in Italia
- Franz Fanon, L'uomo con la roncola
- Enrica Colleotti Pischel, La rivoluzione cinese
- Mario Tronti, Il piano del capitale
- Edoarda Masi, Aspetti del conflitto ideologico Cina-URSS
- Iurij Davydov,Il lavoro e la libertà
- Herbert Marcuse, La dialettica della civiltà
- Malcolm X, Un giorno gli schiavi bianchi saranno con noi.

La terza sezione è intitolata L'uomo e gli uomini e comprende 15 testi:
- Jean-Paul Sartre, Il rapporto seriale
- Roberto Giammanco, L'uomo dei "suburbia"
- Claude Lévi-Strauss, Etnologia e storia
- James Baldwin, L'identità negra
- Charles Wright Mills, La politica
- Karel Kosìk, La quotidianità
- Betty Friedan, Il mito della femminilità
- Theodor W. Adorno, L'industria culturale
- Ernesto De Martino, Mito e religione
- Helmut Gollwitzer, I cristiani e l'atomica
- Herbert Marcuse, Eros e Thanatos
- Michel Foucault, Sulla demenza
- Menie Grégoire, Come si invecchia
- Teilhard de Chardin, La formazione della Noosfera
- Norbert Wiener, Progresso ed entropia.

Gli scritti, anche quelli che sembrano più lontani ed estranei, sono legati da sottili fili ed è Fortini stesso che, nel saggio introduttivo e nelle note di presentazione, suggerisce le angolazioni e i piani di lettura.